# Badische Imkerschule Oberentersbach
Die Badische Imkerschule Oberentersbach ist eine von zwei Imkerschulen des Landesverbandes Badischer Imker. Sie befindet sich im Ortsteil Oberentersbach von Zell am Harmersbach; die zweite vom Landesverband betriebene Imkerschule befindet sich in Heidelberg.
An der Badischen Imkerschule Oberentersbach erfolgt die praktische und theoretische Aus- und Fortbildung von Imkern, sowohl von Mitgliedern als auch Nichtmitgliedern des Verbandes. Ein Schwerpunkt liegt auf Multiplikatorenschulungen, also der Ausbildung von Ausbildern in den Imkervereinen. Die Ausbildung zum Imker(gesellen) unter der Bezeichnung Tierwirt, Fachrichtung Imkerei, erfolgt durch staatlich anerkannte Ausbildungsbetriebe und nicht durch die Imkerschule Oberentersbach.
Es finden circa 20–30 Veranstaltungen pro Jahr statt, mit bis zu 800 Teilnehmern pro Jahr. Von Mai bis Juni erfolgt wöchentlich die Ausgabe von Zuchtstoff. Monatlich finden meist kostenlose Veranstaltungen für Imker und Interessierte zu unterschiedlichen Themen der imkerlichen Arbeit statt. Das aktuelle Schulungsprogramm wird auf der Website des Landesverbandes Badischer Imker veröffentlicht sowie in der Imker Fachzeitschrift Bienen&Natur.

## Geschichte
Vorläufer der Imkerschule Oberentersbach war die auf Initiative des Verbandsvorsitzenden Franz Rösch aus Hornberg und des Zuchtobmanns Josef Klemm aus Goldscheuer Mitte der dreißiger Jahre gegründete Imkerschule in Gengenbach. Im Mustergarten des Obstbauvereins auf dem Nollen entstand ein im Stil Schwarzwälder Bauernhäuser gestaltetes Gebäude. Neben Lehrsaal, Werkstatt und Bienenhaus gab es auch Schlafplätze im Obergeschoss für auswärtige Besucher. Die Schule litt sehr unter den Nachkriegswirren und 1951 übernahm der Kreisimkerverein Offenburg das Areal als Lehrbienenstand.
1962 mit der Vereinigung der beiden durch Besatzungsrecht getrennten badischen Imkerverbände, ging die Schule wieder in die Obhut des Landesverbandes über. Mitte der 1970er Jahre erfolgte der Umzug nach Oberentersbach, einem Teilort der Stadt Zell am Hammersbach. Nach der Gemeindereform suchte man für das leerstehende Schul- und Rathaus nach einem neuen Verwendungszweck.
2021 wurde die Generalsanierung und Umbau der Imkerschule mit energetischer Sanierung abgeschlossen. Seitdem befindet sich auch die Geschäftsstelle des Landesverbandes Badischer Imker e.V. in dem Gebäude.